# BD Phoenicis
BD Phoenicis é uma estrela variável na constelação de Phoenix. Tem uma magnitude aparente visual média de 5,93, sendo visível a olho nu em excelentes condições de visualização. Com base em medições de paralaxe pela sonda Gaia, está localizada a aproximadamente 256 anos-luz (78,6 parsecs) da Terra. Sua magnitude absoluta é calculada em cerca de 1,5.
BD Phoenicis é uma estrela Lambda Boötis, uma classe incomum de estrelas peculiares que têm abundâncias muito baixas de elementos do grupo do ferro. Em particular, suas abundâncias de carbono e oxigênio são aproximadamente iguais à do Sol, mas sua abundância de ferro é de apenas 4% da solar. BD Phoenicis também é uma variável pulsante do tipo Delta Scuti, variando de magnitude aparente entre 5,90 e 5,94. Um estudo de sua curva de luz detectou sete períodos de pulsação entre 50 e 84 minutos, o mais intenso, de 57 minutos, possuindo uma amplitude de 9 milimagnitudes. Pulsações são comuns em estrelas Lambda Boötis, sendo mais frequentes do que em estrelas normais do mesmo tipo espectral.
O espectro de BD Phoenicis indica que esta é uma estrela de classe A da sequência principal com um tipo espectral de A1Va. Modelos de evolução estelar indicam que a estrela tem aproximadamente o dobro da massa solar e uma idade de aproximadamente 800 milhões de anos, tendo completado cerca de 83% do seu tempo de sequência principal. Está irradiando energia de sua fotosfera com uma luminosidade de 21 vezes a luminosidade solar a uma temperatura efetiva de 7 800 K. BD Phoenicis tem um espectro composto que indica que é uma estrela binária, mas não se sabe nada sobre a estrela companheira.
Observações de BD Phoenicis pelo Observatório Espacial Herschel detectaram um excesso de radiação infravermelha da estrela, indicando a presença de um disco de detritos no sistema. Modelando a emissão como um corpo negro, estima-se que a poeira tenha uma temperatura de 55 ± 2 K e esteja a uma distância de 118 ± 10 UA da estrela. Já foi proposto que a existência de discos de detritos pode estar relacionada com o fenômeno Lambda Boötis.